# Однопрохідні
Однопрохідні (Monotremata), або клоакові, або яйцекладні — єдиний сучасний ряд інфракласу першозвірі (Prototheria); проживають в Австралії й на суміжних островах.
Назва обумовлена тим, що кишка і сечостатевий синус впадають у клоаку (як у земноводних, плазунів і птахів), а не виходять назовні окремими проходами (як у інших ссавців).

## Класифікація
- ряд Однопрохідні або Яйцекладні (Monotremata)
  - родина Качкодзьобові (Ornithorhynchidae)
    - рід Качкодзьоб (Ornithorhynchus)
      - вид Качкодзьоб (Ornithorhynchus anatinus)

  - родина Єхиднові (Tachyglossidae)
    - рід Єхидна (Tachyglossus)
      - вид Єхидна австралійська (Tachyglossus aculeatus)

    - рід Проєхидна (Zaglossus)
      - вид Zaglossus attenboroughi — проєхидна Атенборо
      - вид Zaglossus bartoni — проєхидна Бартона
      - вид Zaglossus bruijni — проєхидна Брейна